# Convento de las Dueñas

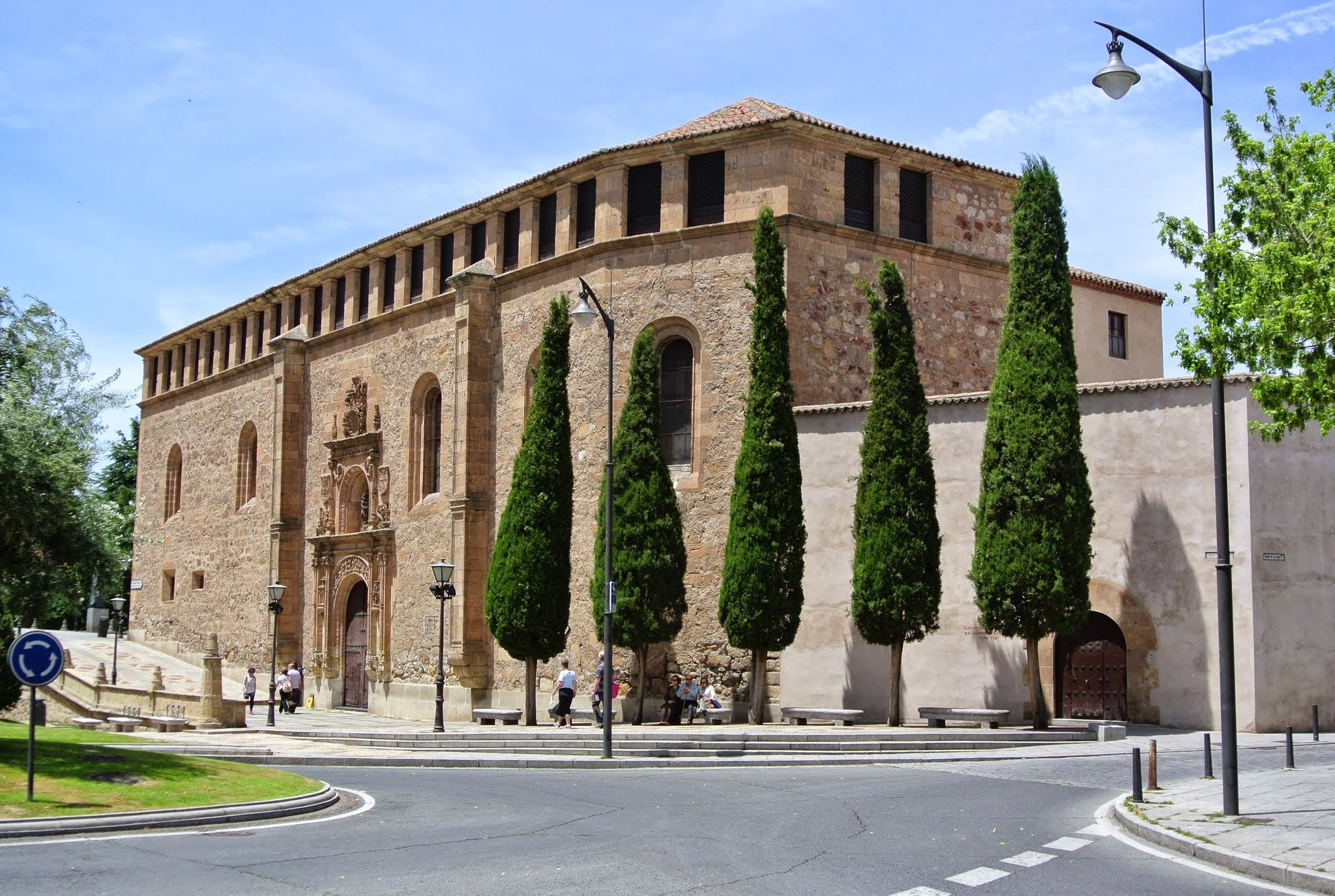
Convento de las Dueñas

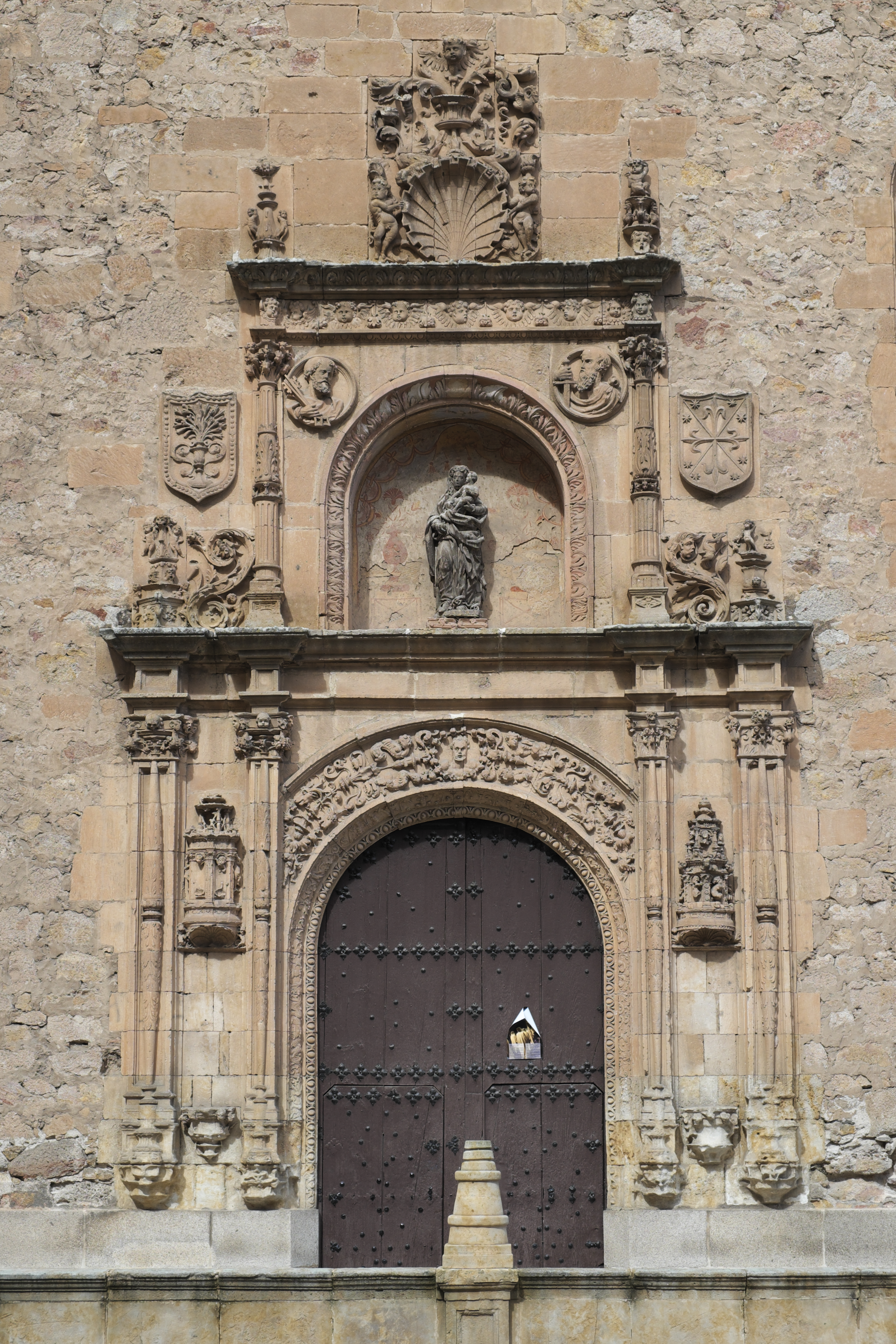
Portal der Klosterkirche

Der Convento de las Dueñas in Salamanca in der gleichnamigen Provinz der spanischen Autonomen Gemeinschaft Kastilien und León ist ein Dominikanerinnenkloster, das seit dem 15. Jahrhundert besteht. Der Kreuzgang, als dessen Baumeister Rodrigo Gil de Hontañón gilt, besitzt einen außergewöhnlichen Skulpturenschmuck im plateresken Stil. Im Jahr 1921 wurde das Kloster zum Baudenkmal (Bien de Interés Cultural) (BIC) erklärt.

## Geschichte
Die Gründung des Klosters ist durch eine Urkunde aus dem Jahr 1419 belegt, in der es als Monasterio de Santa María de la Consolación de las Dueñas bezeichnet wird. Darin bestätigt Juana Rodríguez die Schenkung ihres Palastes und dazugehörender Gebäude an die Schwestern des Dominikanerordens, die dort ein Kloster für adelige Damen (duenas) einrichten sollten. Den Palast hatte Juanas erster Gemahl errichten lassen, ein konvertierter Jude und Großvater von Isaak Abrabanel, der den Namen Juan Sánchez de Sevilla angenommen und der Johann I. von Kastilien als Schatzmeister gedient hatte. Von diesem Palast sind wenige Reste erhalten wie ein aus Backstein gemauerter, hufeisenbogiger Türdurchgang im Mudéjarstil im oberen Geschoss des Kreuzganges. Eine weitere Türeinfassung wurde 1963 wiederentdeckt und ist im Erdgeschoss in einem Flügel des Kreuzganges ausgestellt. Auch ein Teil einer Artesonado-Decke ist erhalten geblieben.
Weitere Schenkungen, unter anderem durch die Katholischen Könige, ermöglichten im 16. Jahrhundert den Bau der Klosterkirche und des Kreuzganges. Über 400 Jahre gehörte der Kreuzgang zur Klausur des Klosters und war der Öffentlichkeit nicht zugänglich. Erst seit 1962 ist er für die Besichtigung geöffnet.

## Klosterkirche
Die im gotischen Stil errichtete Kirche ist einschiffig und wird von einem Kreuzrippengewölbe gedeckt. Die Altäre stammen aus barocker Zeit.
Das platereske Portal der Kirche wird Juan de Álava, einem Schüler von Rodrigo Gil de Hontañón, zugeschrieben. Es ist in drei Zonen gegliedert. Die untere Zone wird von je zwei, mit aufwändig skulptierten Kapitellen verzierten Pilastern und darüberliegendem Gebälk gerahmt. In der Mitte öffnet sich ein Rundbogen, der mit Arabesken und Reliefs von Tier- und Menschenköpfen besetzt ist. In den seitlichen, mit Baldachinen bekrönten Nischen waren ursprünglich Figuren eingestellt. Die mittlere Zone wird von zwei schlanken Säulen und einem Gebälk mit einem Fries aus Engelsköpfen eingefasst. Sie ist von einer Arkade durchbrochen, in deren Zentrum eine Madonnenfigur mit Kind steht. Die Medaillons der Arkadenzwickeln stellen die Apostel Petrus und Paulus dar. Seitlich sind Voluten angebracht und zwei Wappenkartuschen, von denen die rechte das Wappen des Dominikanerordens enthält. Den oberen Abschluss bildet eine Muschel, die von Engelsputten gehalten wird.

## Kreuzgang

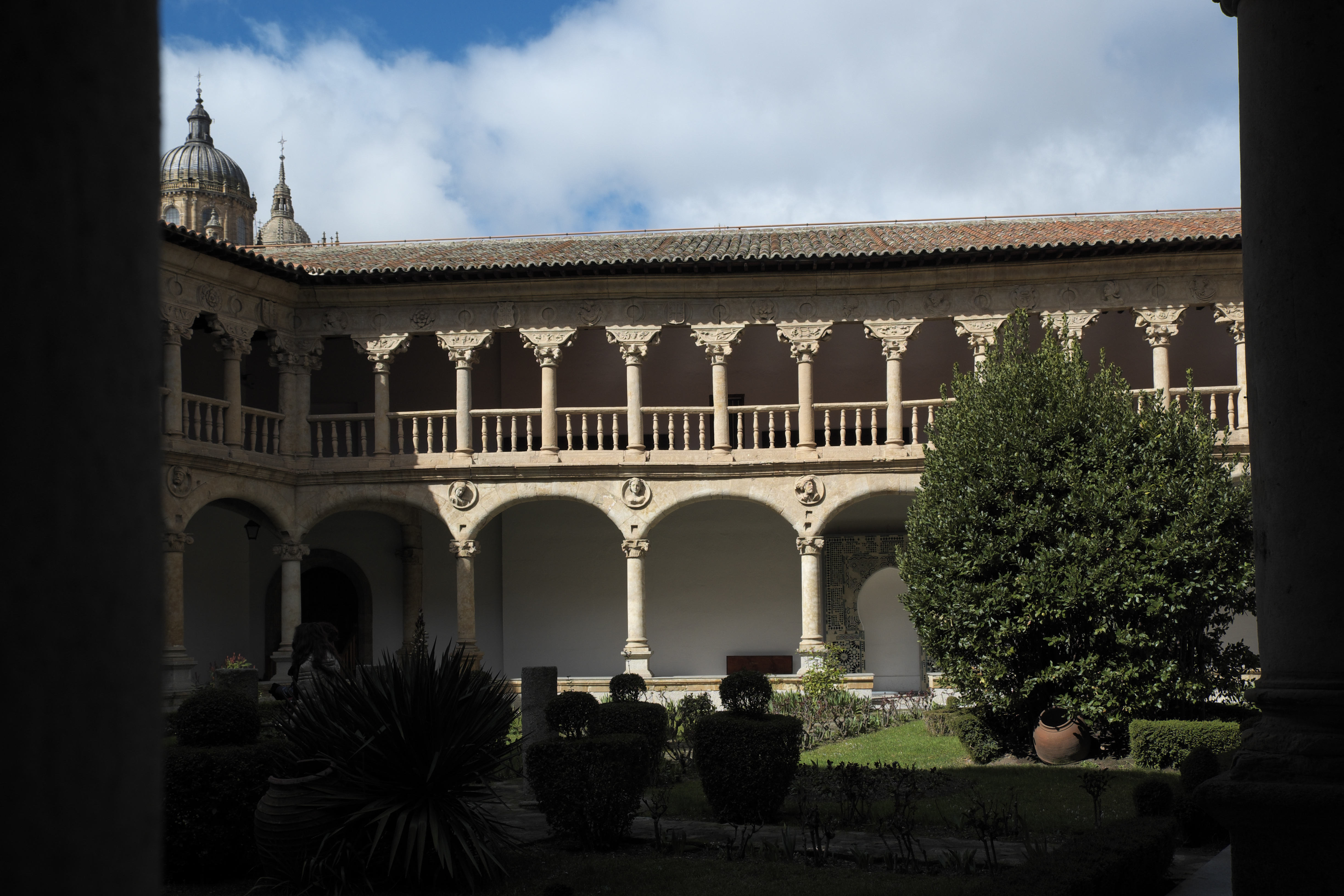
Kreuzgang

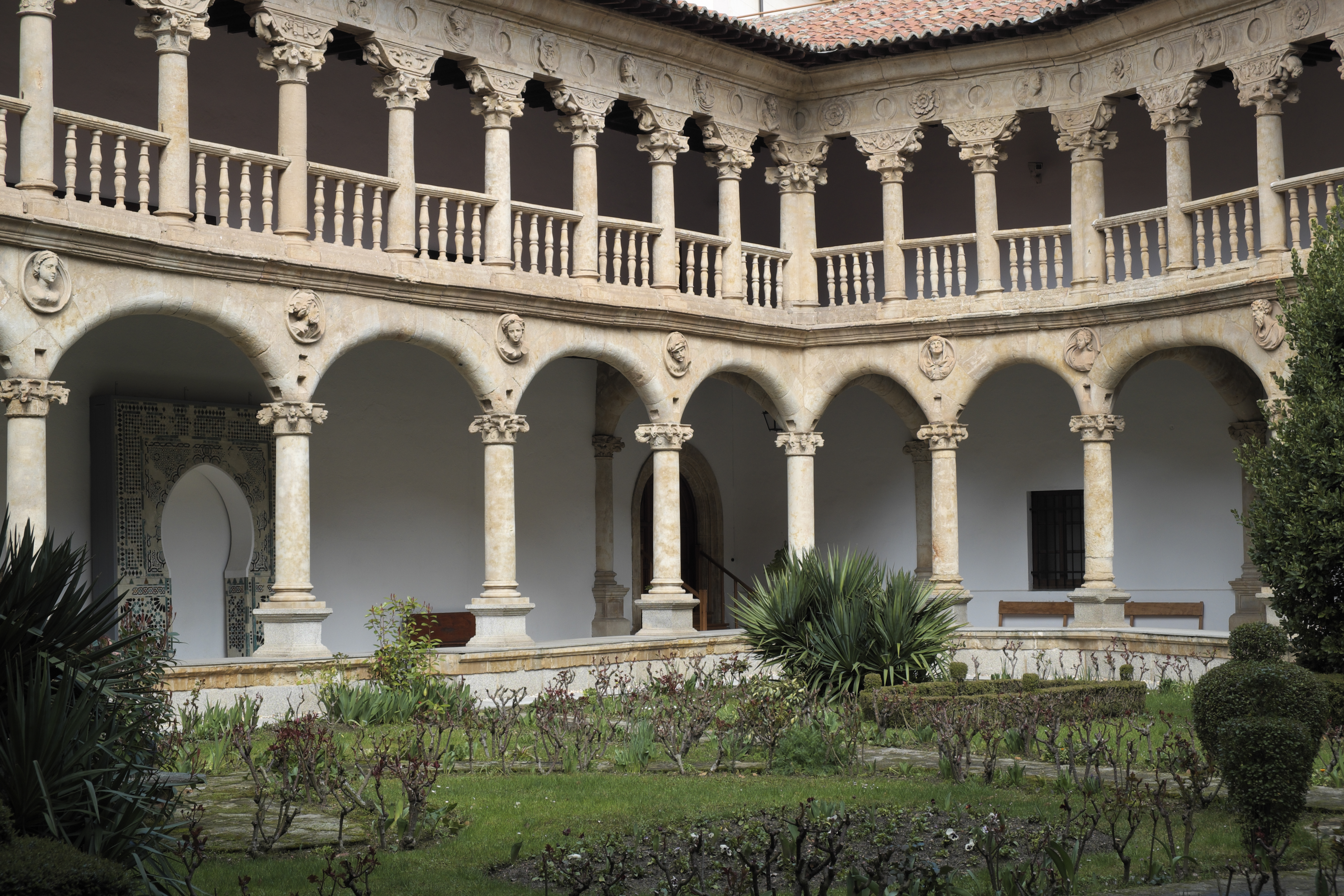
Kreuzgang

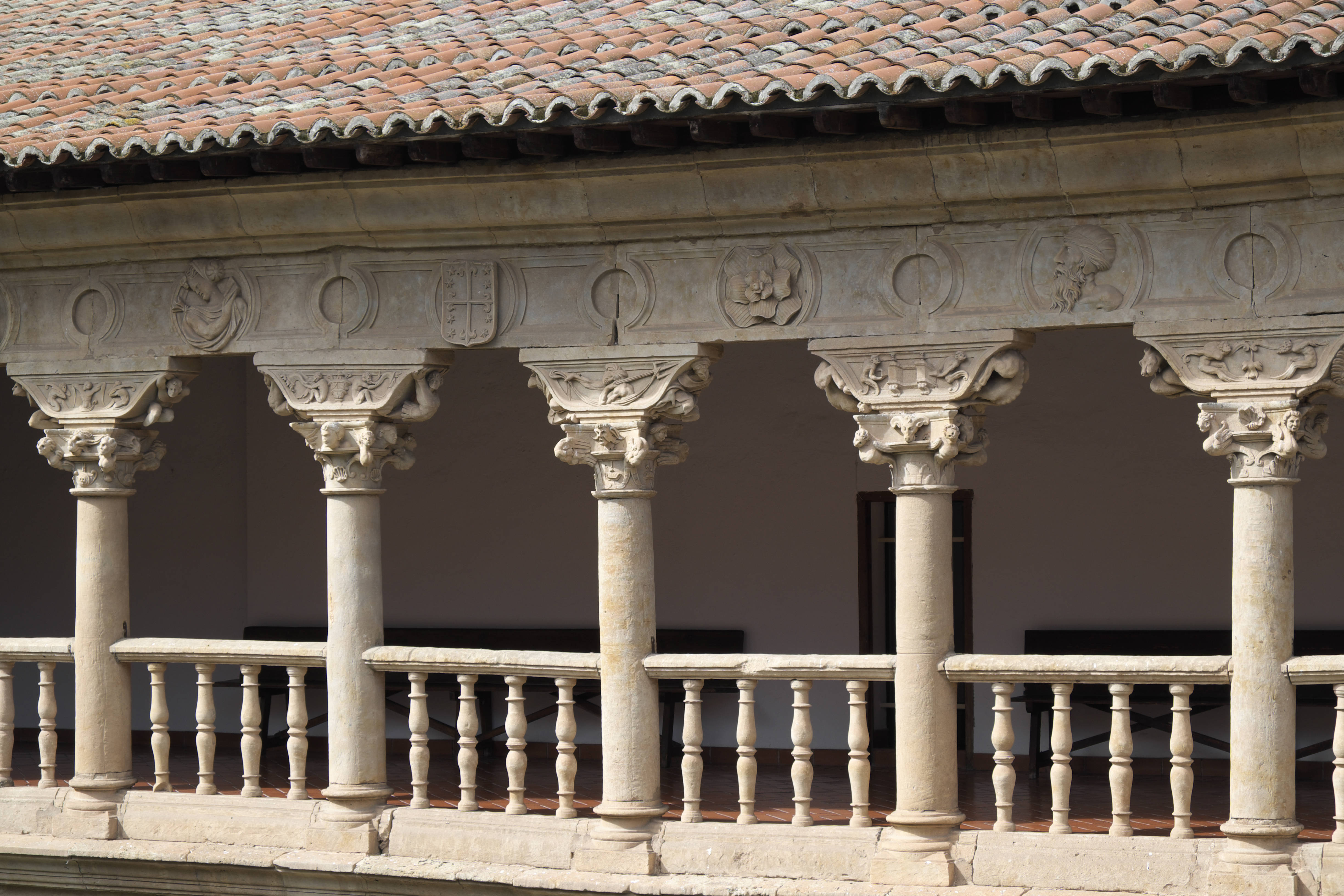
Kreuzgang, Obergeschoss

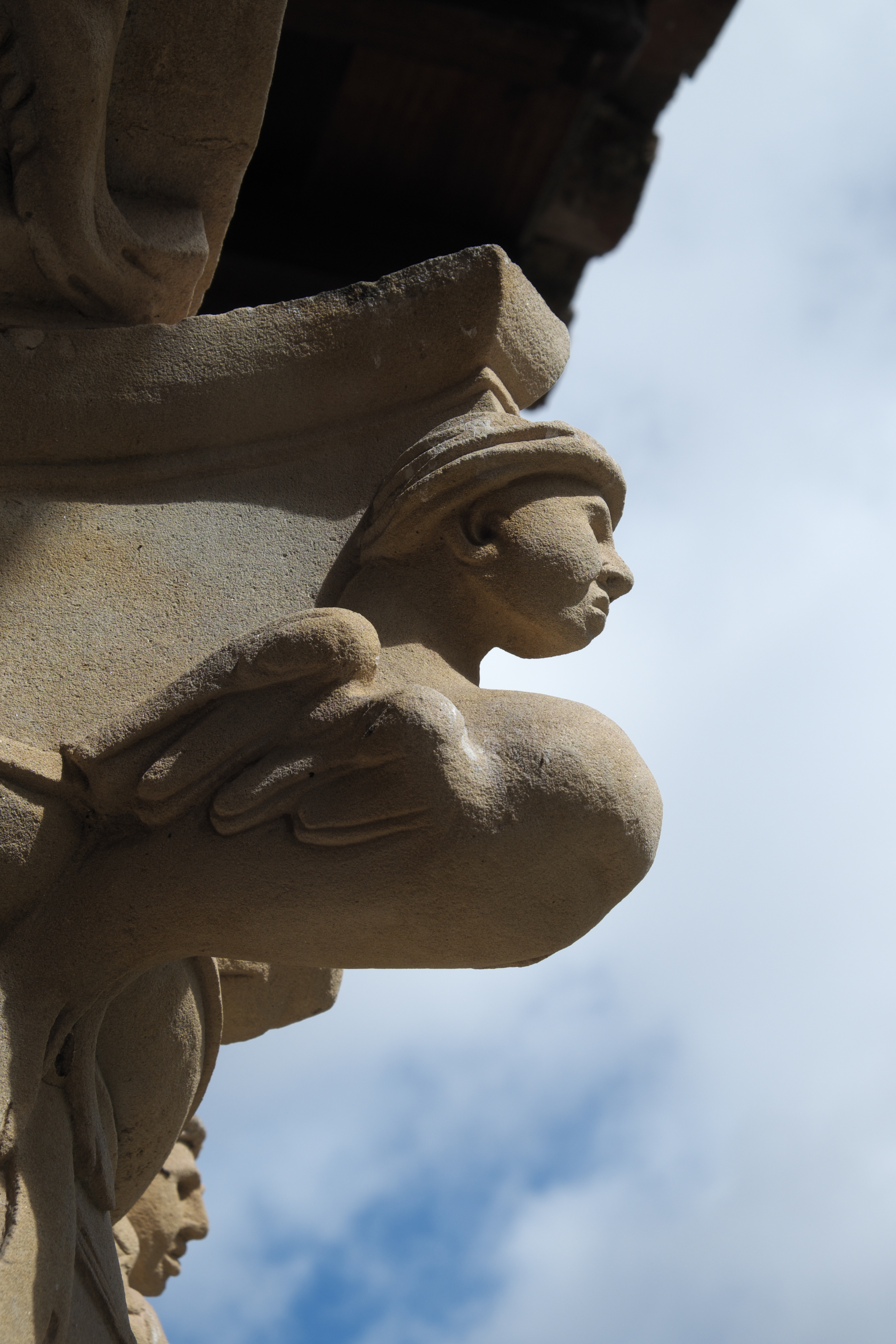
Harpyie

Der Kreuzgang ist über einem unregelmäßigen Fünfeck errichtet und besitzt zwei Stockwerke. Die Galerien der unteren Etage werden von schlanken Säulen getragen, die durch Segmentbögen miteinander verbunden sind. Die Säulen sind mit fein gearbeiteten Kapitellen verziert, auf denen meist Blattwerk mit kleinen Köpfen von Menschen, Tieren oder Fabelwesen dargestellt ist. Die Bogenzwickel sind mit 23 Medaillons versehen. Fünfzehn Medaillons weisen männliche Büsten auf, acht stellen weibliche Büsten dar. Kleidung, Haartracht und Gesichtsausdruck der Porträtierten sind einfallsreich und mit großer Detailgenauigkeit ausgearbeitet.

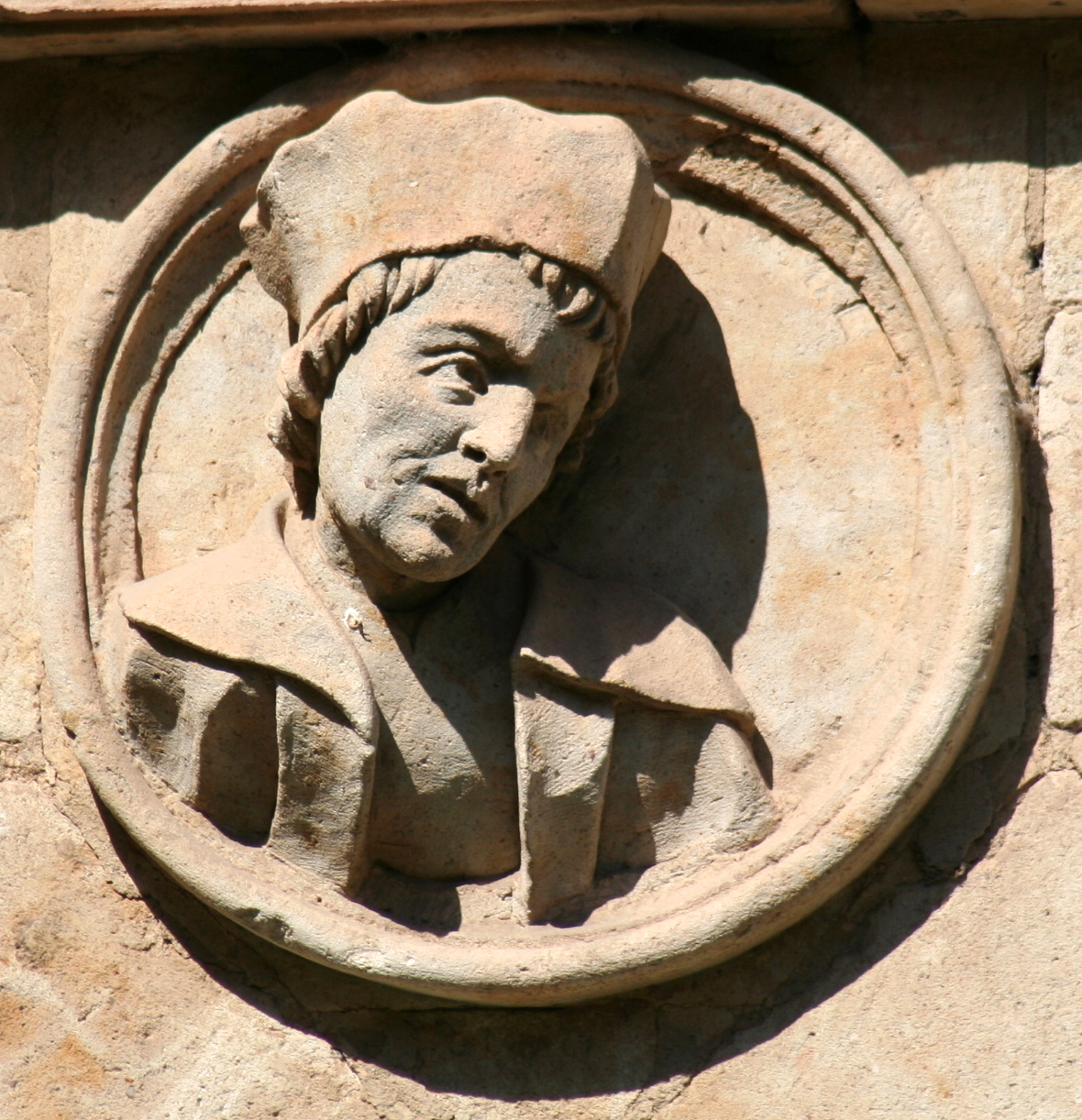
Medaillon mit Büste
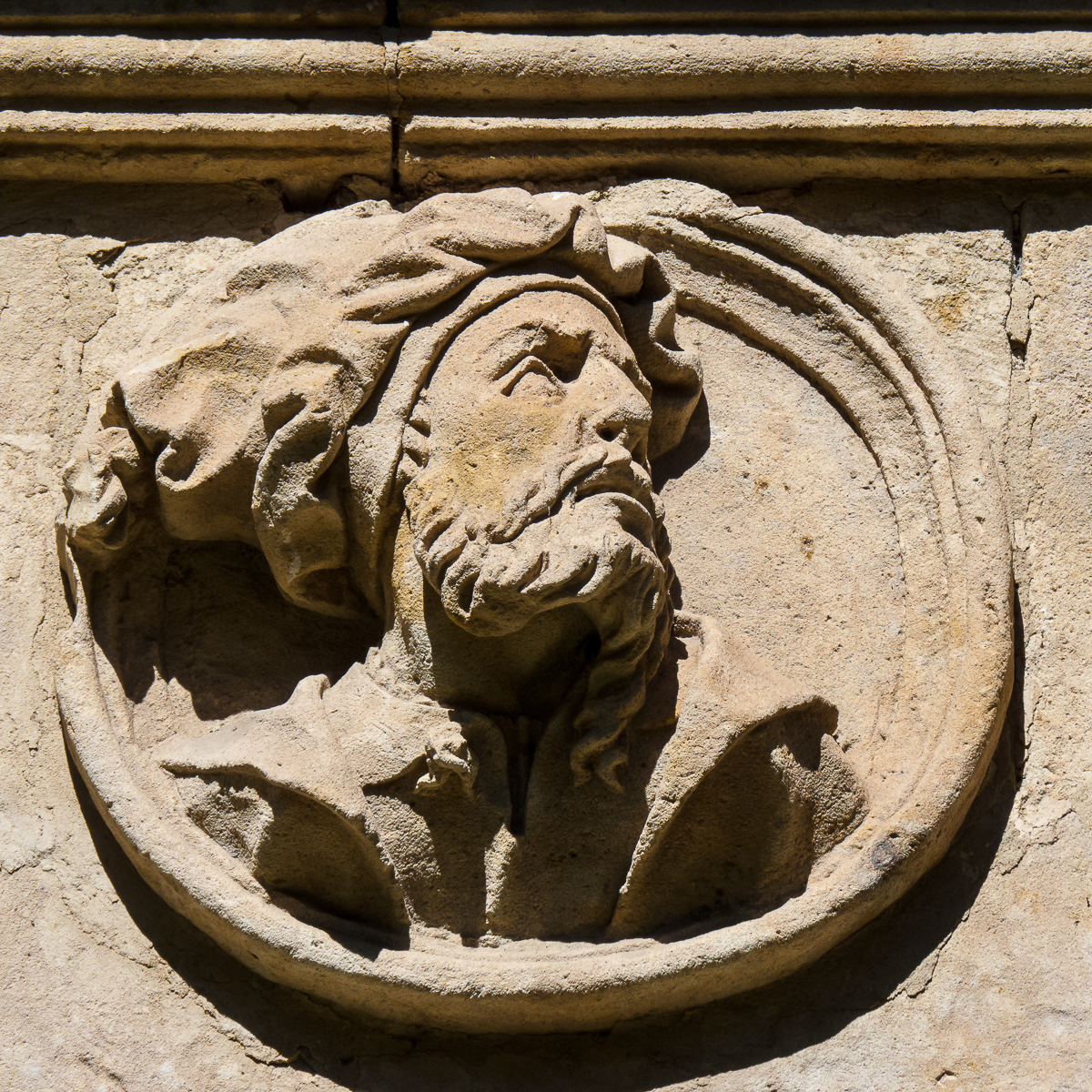
Medaillon mit Büste
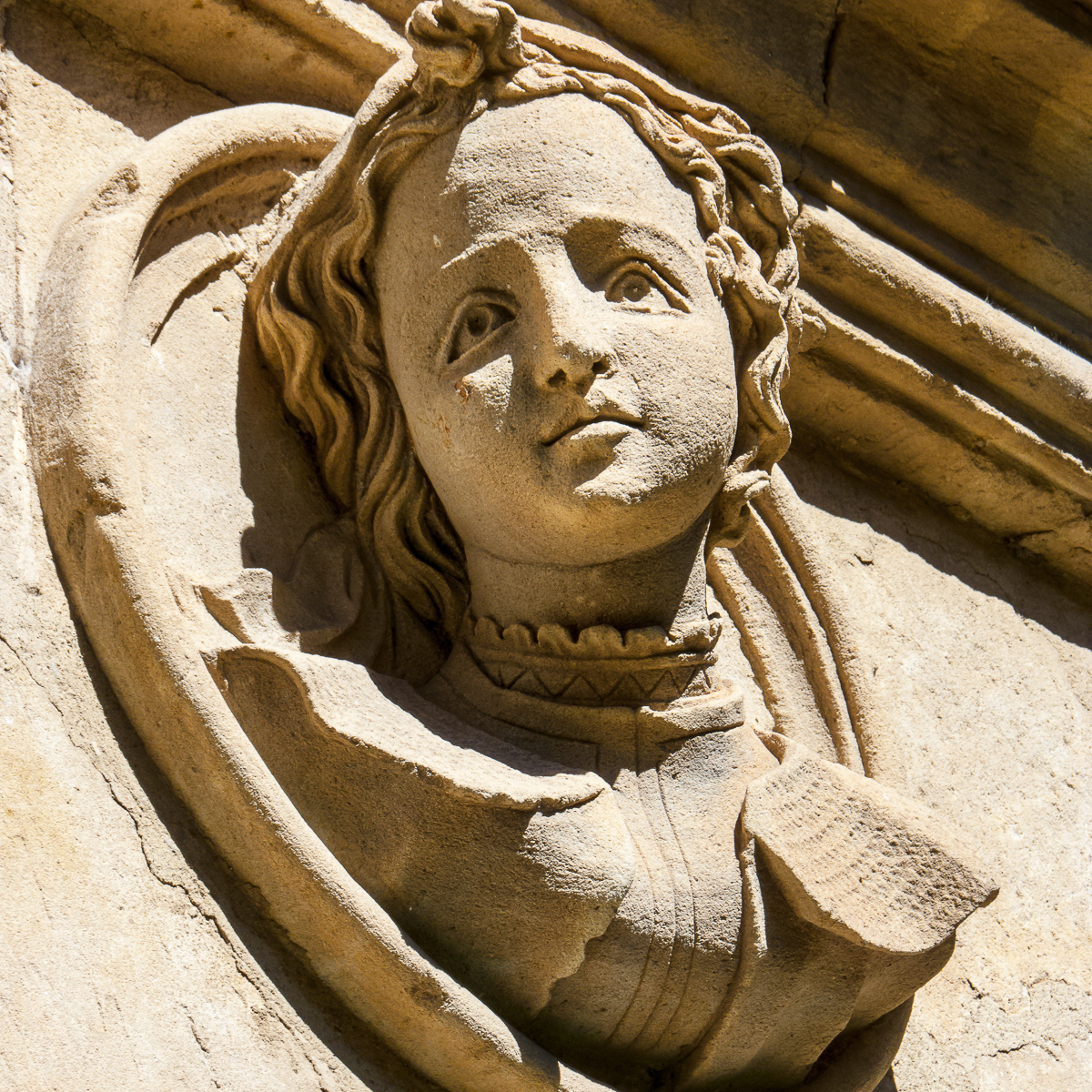
Medaillon mit Büste

Das Obergeschoss besitzt keine Bögen, die Decke wird von einem Architrav getragen, der auf den Säulen der oberen Galerien aufliegt. Diese sind mit der doppelten Anzahl an Säulen ausgestattet wie das Erdgeschoss. Die Kapitelle sind mit Grotesken verziert und mit einem überbordenden, figurenreichen Dekor skulptiert, auf dem Engel, Drachen und Fabelwesen in furchteinflößender Gestik in einen Kampf verwickelt zu sein scheinen. 
Über den Kapitellen verläuft an den Außen- wie an den Innenseiten ein Fries von Medaillons, in denen abwechselnd Personen, Blumen und Wappen des Dominikanerordens dargestellt sind. Neben Märtyrern, die ihre Folterinstrumente oder Palmzweige in den Händen halten, sieht man Mönche, die an ihrer Kutte zu erkennen sind, junge Frauen, wild gestikulierende Krieger und Heilige, die Hand zum Segen erhoben. Der Apostel Petrus ist mit seinen Schlüsseln dargestellt, Moses mit den Gesetzestafeln, König David spielt auf der Harfe. Die beiden Medaillons mit dem Erzengel Gabriel und Maria erinnern an die Verkündigungsszene, ein anderes Medaillon zeigt Maria mit dem Jesuskind auf dem Arm. Der Bildhauer, der den Skulpturenschmuck schuf, ist nicht bekannt.

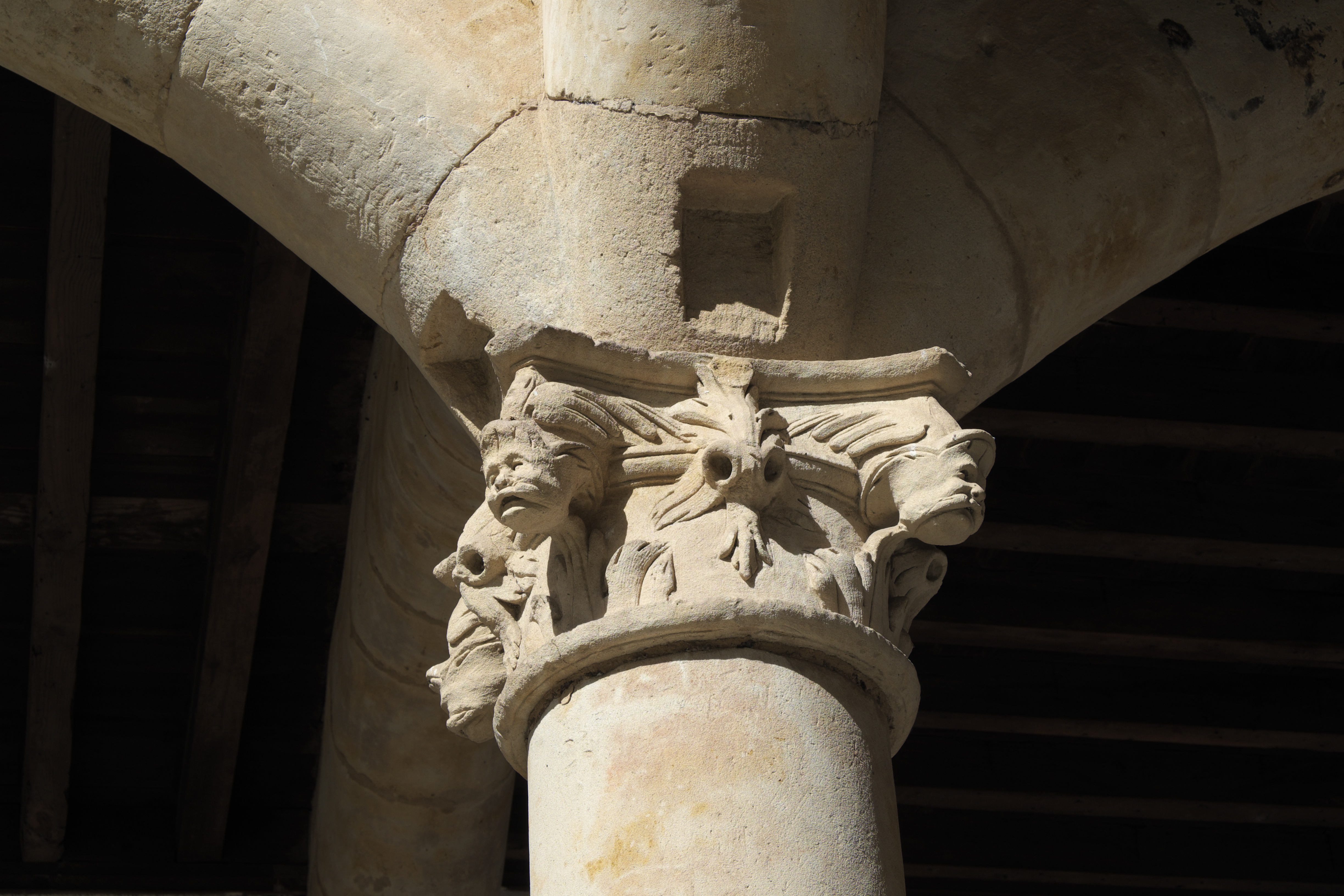
Kapitell des Erdgeschosses
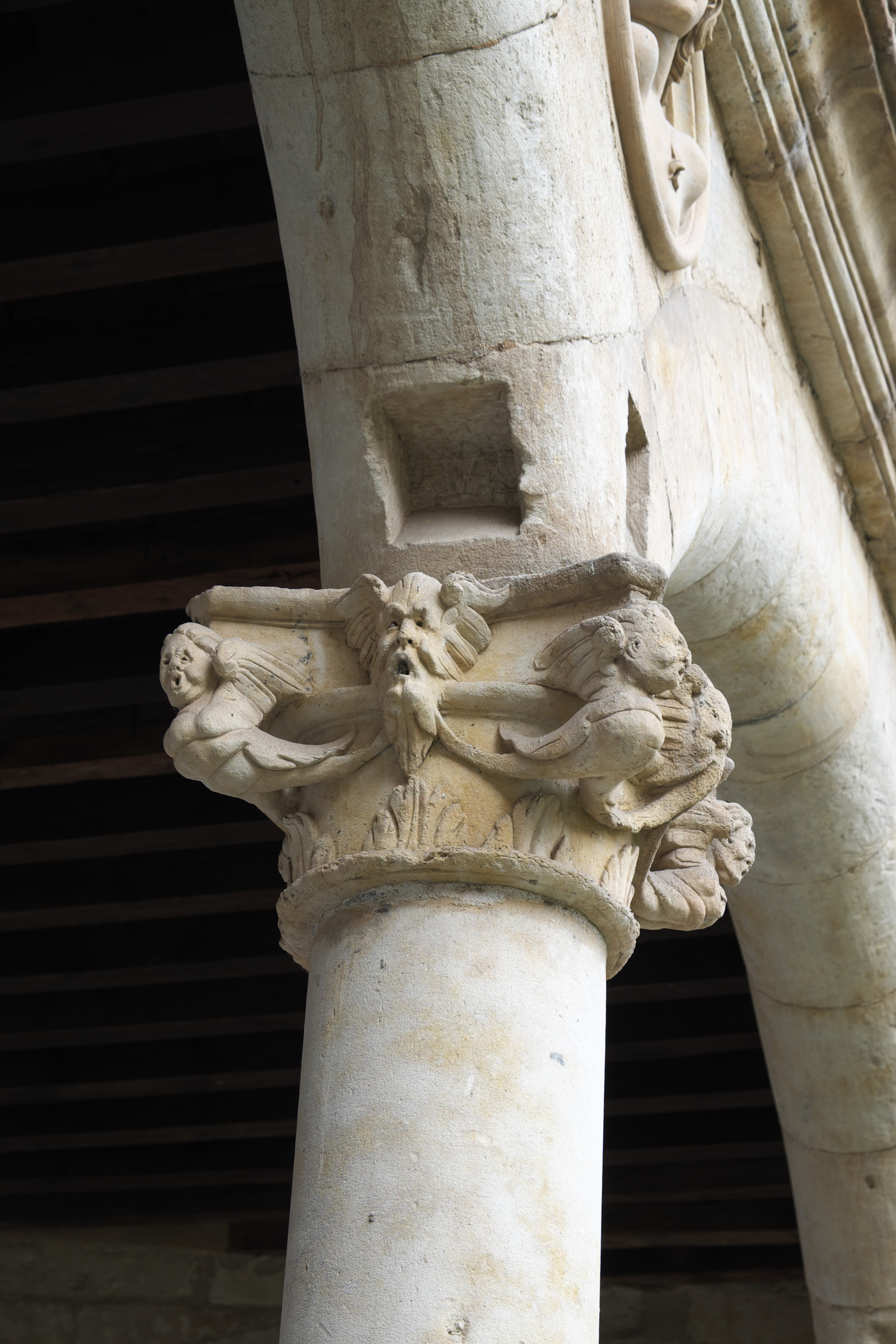
Kapitell im Kreuzgang mit Blattmaske
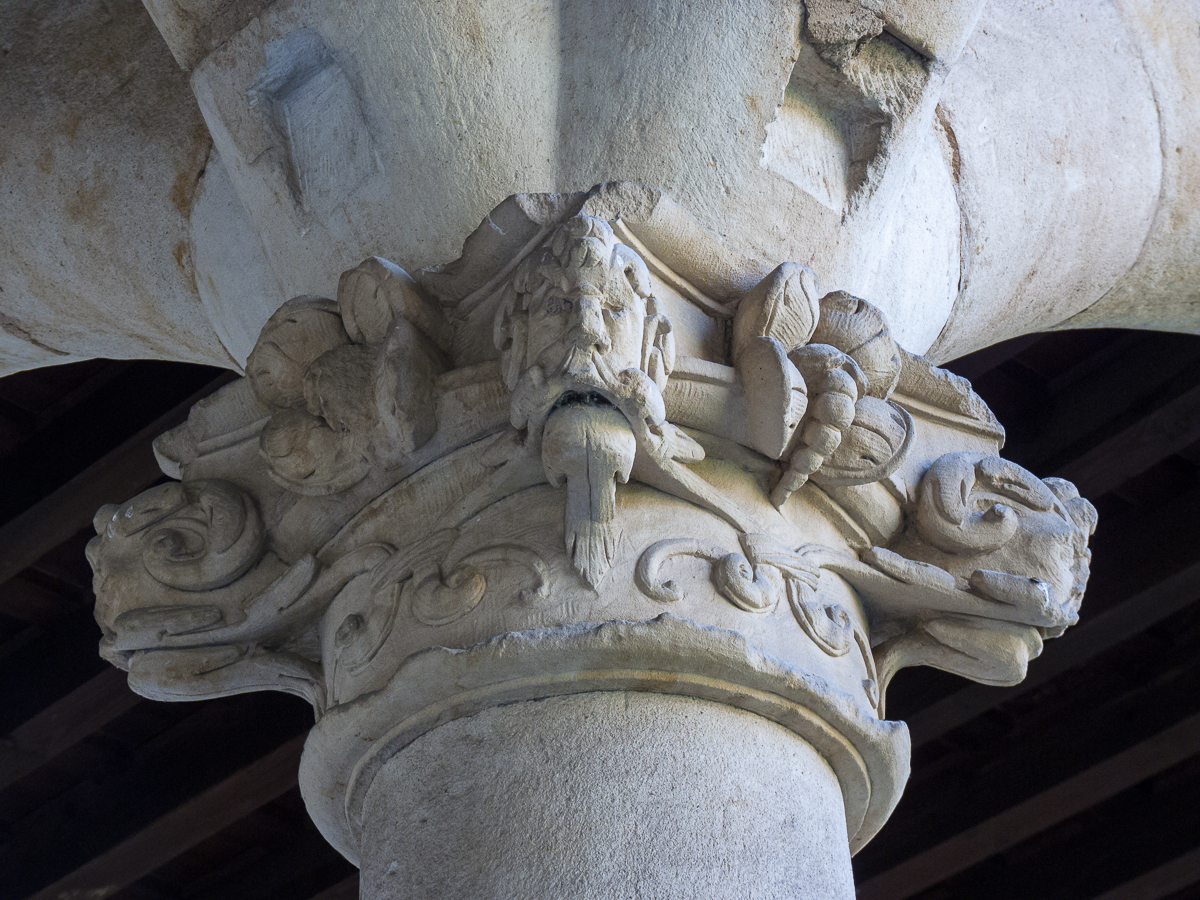
Kapitell im Kreuzgang

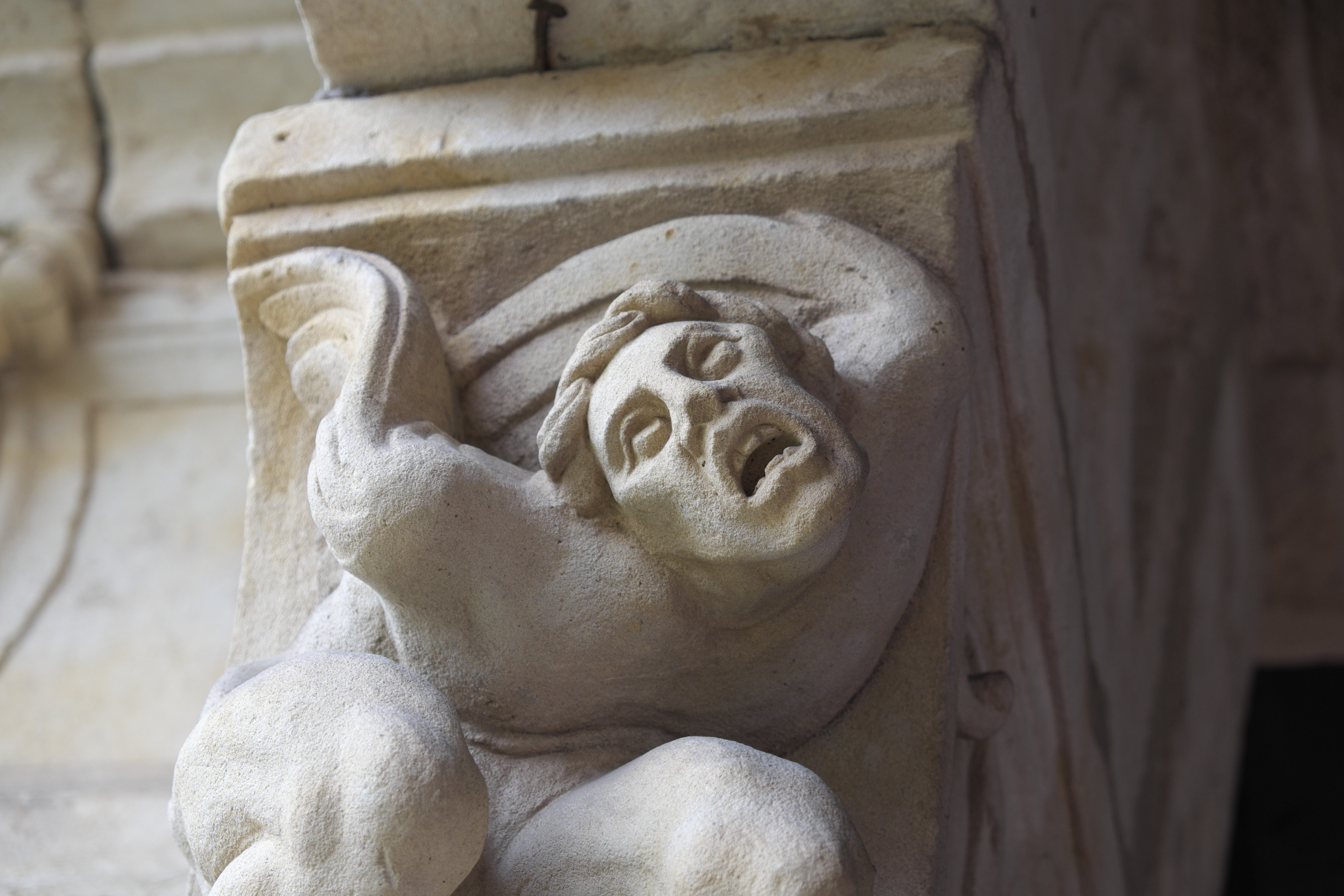
Skulptur des Obergeschosses
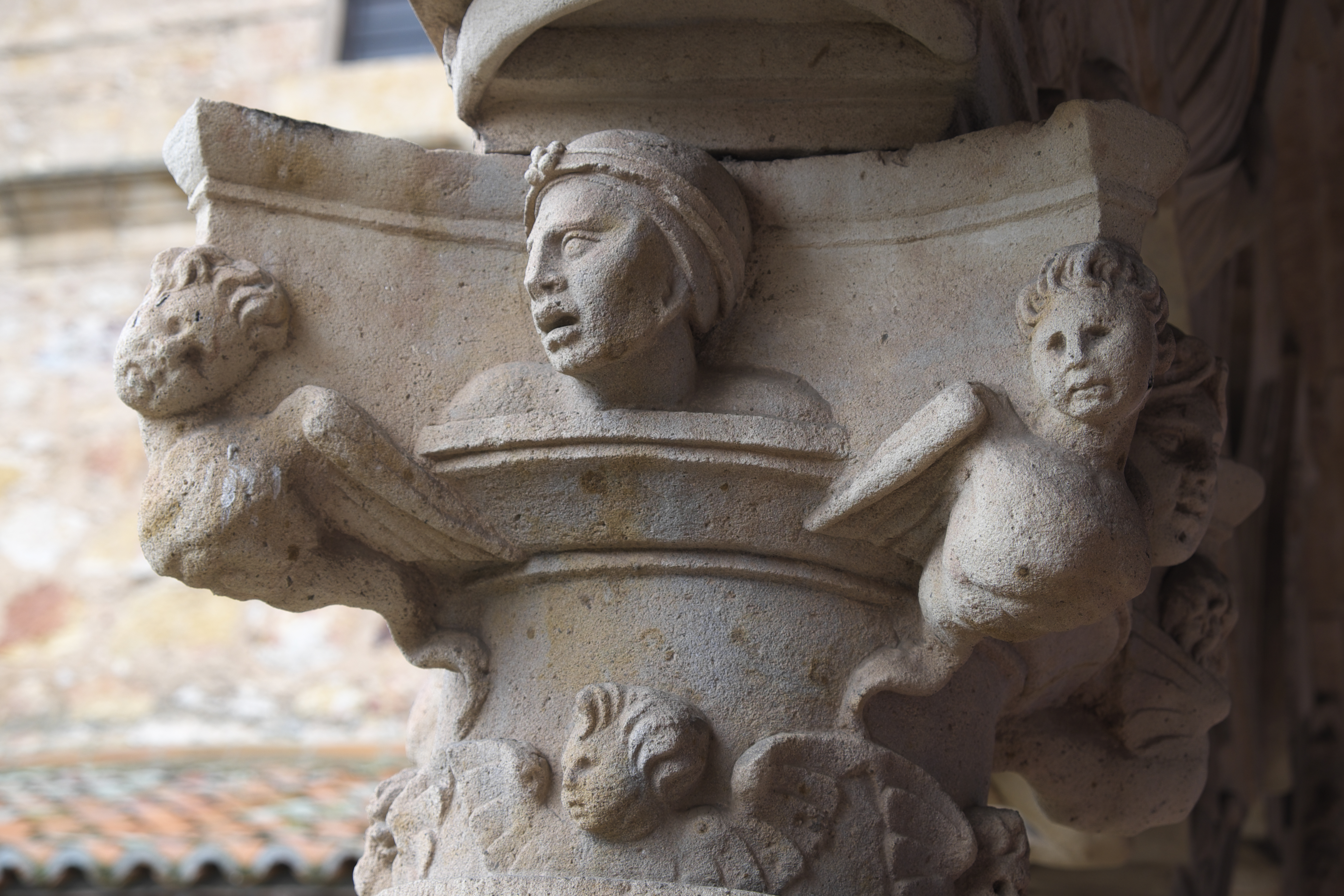
Kapitell des Obergeschosses
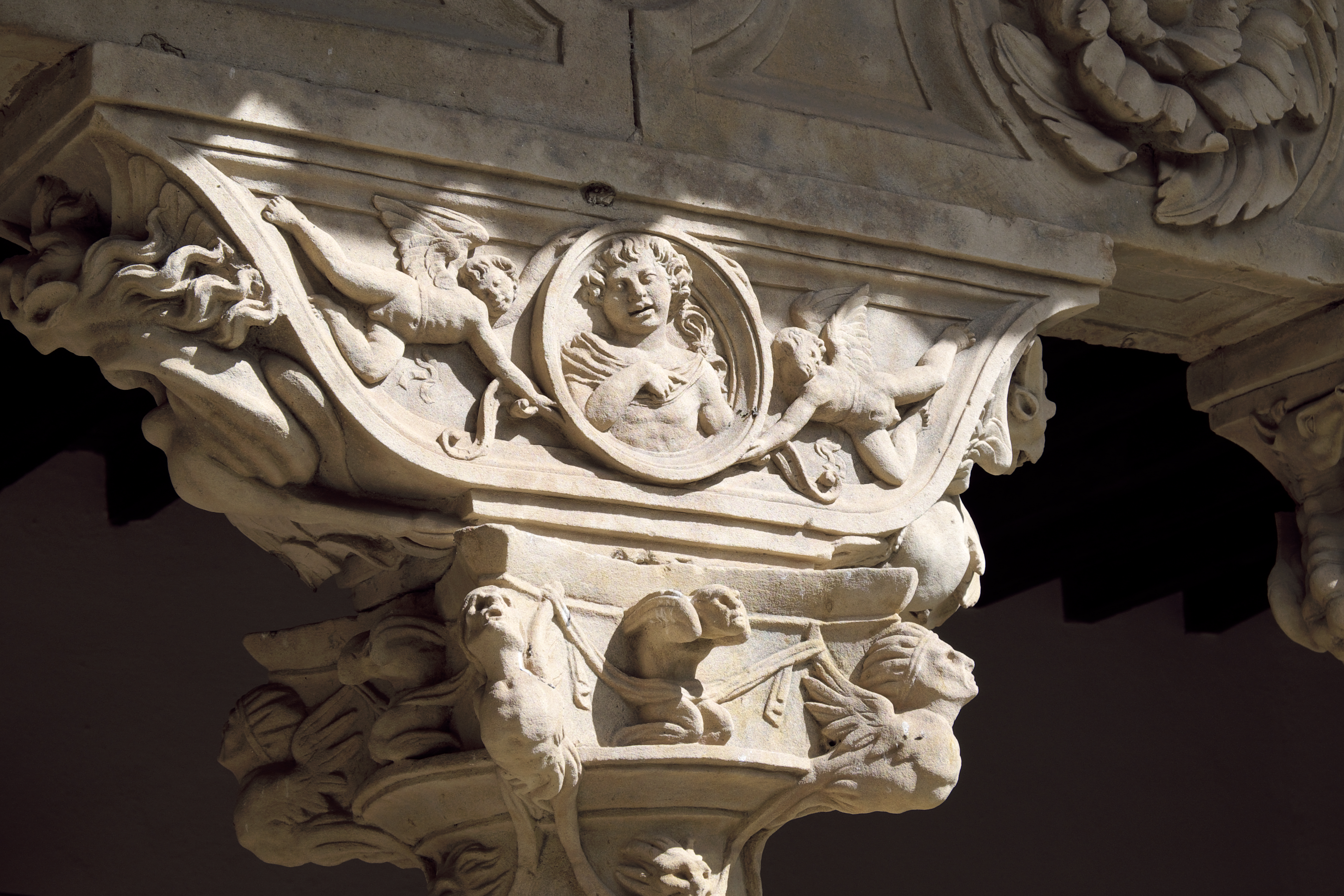
Kapitell des Obergeschosses